# José Ernesto Sosa
José Ernesto Sosa (Carcarañá, 19. lipnja 1985.), argentinski je nogometaš, nadimak El Principito (Mali princ) koji trenutno igra za turski Trabzonspor.

## Karijera

### Klupska karijera
Sosa je za argentinski Estudiantes igrao od 2002. do 2007. godine. Neizbrisiv trag u njegovj karijeri ostavit će osvajanje naslova prvaka Argentine, prvi put za Estudiantes od 1983. godine. Upravo je Sosa postigao odlučujući pogodak u razigravanju protiv Boce Juniors.
Nakon utakmice, njegov je menadžer preporučio Sosu S.S. Laziju, no ostali su se europski klubovi zainteresirali za njega. 24. veljače 2007., pao je dogovor između Estudiantes i Bayern Münchena o prodaji Joséa Sose bavarskom divu za 6 milijuna € plus 10% od budućeg transfera. Sosin četverogodišnji ugovor sada vrijedi 4.5 milijuna €.
U kolovozu 2016. godine je se Sosa ponovno vratio u Serie A, gdje je potpisao za A.C. Milan.
Argentinac je poslan na posudbu u Trabzonspor u rujnu 2017. godine. U Trabzonu je Sosa trebao ostati pola sezone. Međutim, turski klub ga je otkupio od milanskog kluba u 2018. godini.

### Reprezentacija
Sosa je za argentinsku reprezentaciju do 20 nastupao tijekom FIFA SP-a za mlade 2003. godine.
Izbornik Alfio Basile, uveo je 28. veljače 2007. Sosu u prvu momčad. Sosa je izjavio da "nikad neće zaboraviti taj utorak", u kojem je ostvario dva dječačka sna: transfer u veći europski klub i poziv u reprezentaciju.
Za Argentinu je debitirao 9. ožujka 2005. u prijateljskoj utakmici protiv Meksika. Drugu utakmicu za reprezentaciju, odigrao je 18. travnja 2007. protiv Čilea

## Statistika
| Klub           | Sezona    | Liga  | Liga | Kup   | Kup  | Ukupno | Ukupno |
| Klub           | Sezona    | Nast. | Gol. | Nast. | Gol. | Nast.  | Gol.   |
| -------------- | --------- | ----- | ---- | ----- | ---- | ------ | ------ |
| Estudiantes    | 2002./03. | 6     | 1    | N/A   | N/A  | 6      | 1      |
| Estudiantes    | 2003./04. | 28    | 1    | N/A   | N/A  | 28     | 1      |
| Estudiantes    | 2004./05. | 32    | 4    | N/A   | N/A  | 32     | 4      |
| Estudiantes    | 2005./06. | 36    | 3    | N/A   | N/A  | 36     | 3      |
| Estudiantes    | 2006./07. | 36    | 2    | N/A   | N/A  | 36     | 2      |
| Estudiantes    | Ukupno    | 138   | 11   | N/A   | N/A  | 148    | 11     |
| Bayern München | 2007./08. | 15    | 0    | 3     | 0    | 18     | 0      |
| Bayern München | 2008./09. | 17    | 2    | 1     | 0    | 18     | 2      |
| Bayern München | Ukupno    | 32    | 2    | 4     | 0    | 40     | 2      |
| UKUPNO         |           | 170   | 13   | 4     | 0    | 175?   | 13?    |

Ažurirano: 1. lipnja 2009.

## Nagrade i uspjesi
Estudiantes
- Apertura: 2006.

Bayern München
- Bundesliga: 2007./08.
- Njemački kup: 2008.
- Njemački liga-kup:  2007.

Argentina
- Olimpijske igre: 2008.

## Vanjske poveznice
- Primera División statsitika (šp.)
- Statsitika na "Fussballdaten.de" (njem.)
- Profil na National "Football Teams.com" (engl.)